# 蚂蚁河 (黑龙江省)
蚂蚁河，正式名称蚂蜒河（满语肘之意，因其干流弯曲如肘），是黑龙江省的一条河流，为松花江的支流。
发源于长白山张广才岭地区，向西流至尚志市尚志镇，弯向东北，经延寿县、方正县，在方正县松南乡注入松花江右岸。干流全长341公里，流域面积10727平方公里，总落差595米。上游丰水期最大水面宽约140米，水深2.6-4.6米，流速1.7-2.6米/秒；枯水期最大水面宽60米，水深0.7米，流速0.2米/秒。
1. ↑  赵, 忠武; 邢, 卫江; 狄, 方洪. . 水电水利. 2019-04-15, 3  [2023-02-06]. doi:10.32629/hwr.v3i2.1878. （原始内容存档于2023-02-07）.